# J.D. Vance
James David Vance (født 2. august 1984) er en amerikansk politiker fra det Republikanske Parti, som siden 20. januar 2025 er USA's vicepræsident efter at være blevet valgt ved valget i 2024. Vance var senator for delstaten Ohio fra 2023 til 2025.  
Vance blev en prominent person i 2016, ved udgivelsen af sin erindringsbog, kaldet Hillbilly Elegy, som handlede om hans opvækst i Rustbæltet.

## Baggrund
Vance blev født i Middletown, Ohio. Efter at have færdiggjort high school uddannelse, meldte han sig til United States Marine Corps, og tjente i Irakkrigen. Efter han vendte hjem læste han en bachelorgrad i statskundskab og filosofi fra Ohio State University, og herefter en mastergrad i jura fra Yale University.

### Hillbilly Elegy
Vance udgav i 2016 bogen Hillbilly Elegy: A Memoir of a Family and Culture in Crisis. Bogen var en stor succes, og kom på New York Times' bestsellerliste. New York Times skrev, at bogen var en af de 6 bøger du skal læse for at forstå Trumps sejr, og Washington Post kaldte Vance for: 'Rustbæltets stemme'.
I 2017 blev det annonceret, at Netflix ville lave en filmatisering af bogen, og filmen ved samme navn som bogen, blev udgivet i november 2020.

## Politiske karriere

### Senatvalg 2022
Vance besluttede sig i 2021 at være kandidat til Senatet, hvor han ville erstatte Rob Portman, som havde besluttet at han ville gå på pension. Vance var en blandt syv republikanske kandidater, men efter, at Trump valgte officielt at støtte Vance kun få dage før valget, skubbede det til Vance, som vandt med 32,22 % af stemmerne. I valget mødte han demokraten Tim Ryan, og Vance vandt her valget til Senatet med 53 % af stemmerne.

### Amerikanske præsidentvalg 2024
Den 15. juli 2024 valgte tidligere præsident Donald Trump ham som den republikanske vicepræsidentkandidat til det amerikanske præsidentvalg i 2024. Dette vakte opsigt, da Vance tidligere havde udtrykt kritik af Trump. Vance beskrev derefter sine kritiske udtalelser om Trump som en fejl. Flere målinger viste i løbet af valgkampen at Vance var en historisk upopulær vicepræsidentkandidat, hvor modkandidaten Tim Walz derimod fremstod som mere populær i de fleste meningsmålinger.
Donald Trump og J.D Vance vandt over demokraternes kandidater Kamala Harris og Tim Walz i præsidentvalget den 6. november med et flertal på 312 ud af 538 valgmænd. Den 21. januar 2025 blev Vance taget i ed som USA's 50. vicepræsident. 

## Holdninger
Vance beskrives som en populistisk konservativ politiker. Som kandidat til senatet i 2022 beskrev han sig selv som modstander af abort og homoseksuelle ægteskaber, men som vicepræsidentkandidat afviste han at støtte et nationalt forbud mod abort. Han har tidligere beskyldt de 'barnløse på venstrefløjen' for Amerikas problemer, hvor han nævnte personer som Kamala Harris, Pete Buttigieg og andre som eksempler. Han støttede herunder også den ungarske premierminister Viktor Orbáns politik om at finansielt støtte familier.
Vance har også gjort sig bemærket som en kritiker af indvandring, som han har beskrevet som den største trussel mod USA og Europas sikkerhed, og udtrykte i august 2024 et ønske om at deportere en million migranter.
Vance var oprindeligt modstander af Donald Trump ved præsidentvalget i 2016, men begyndte fra 2018 at støtte Trump, og i 2021 undskyldte han for tidligere kritik af præsidenten. Han støttede Trumps påstand om, at der havde været vælgerbedrag ved præsidentvalget i 2020.